# Felice Fontana

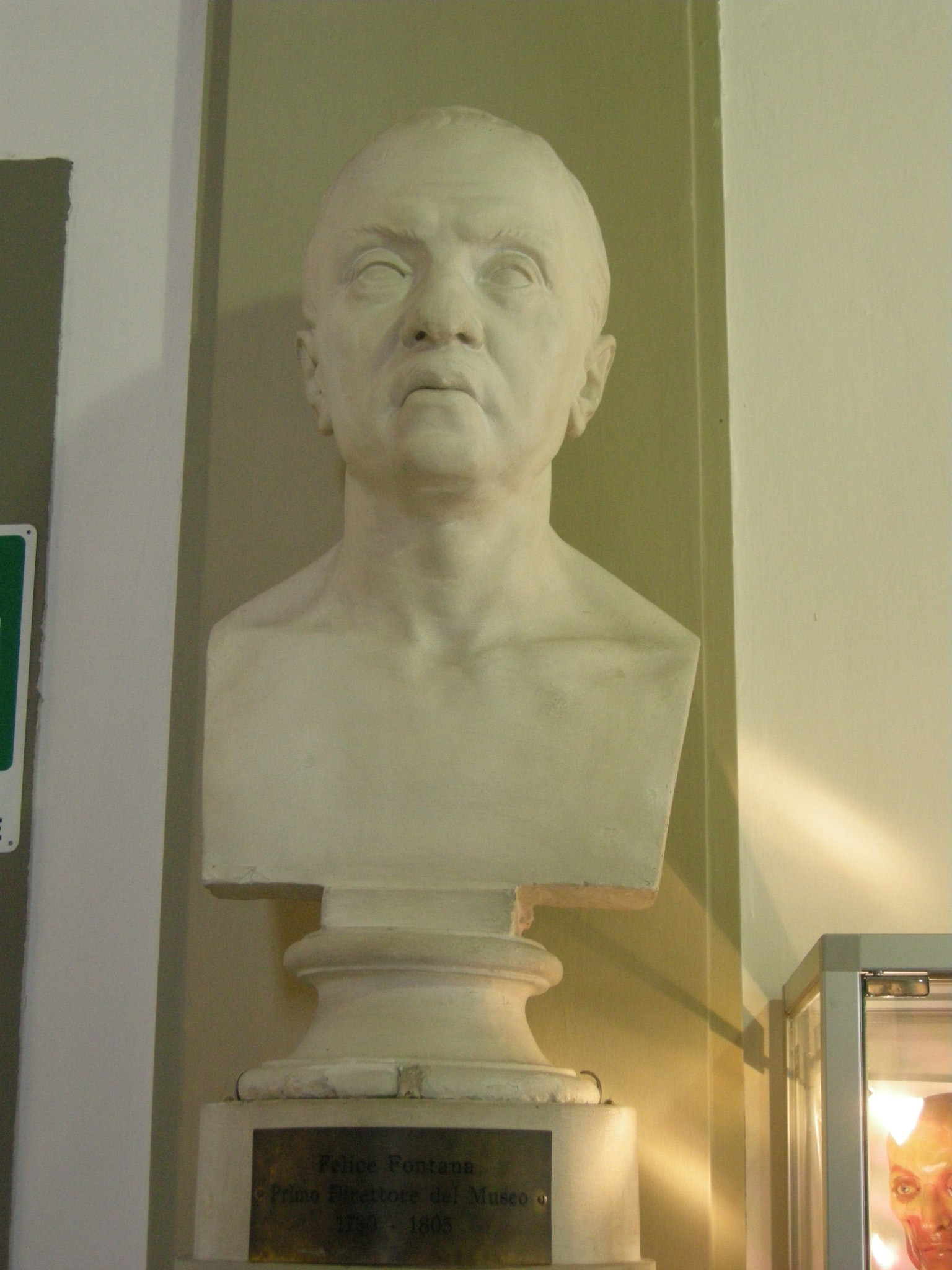
Felice Fontana

Felice Fontana (Pomarolo, 15 april 1730 - Florence, 9 maart 1805) was een Italiaans natuurwetenschapper en anatoom te Florence. Hij was de oudere broer van de Italiaanse wiskundige Gregorio Fontana.
Fontana was een van de meest vooruitstrevende natuurwetenschappers van de 18e eeuw, die zich met experimentele wetenschap bezighielden.
Fontana genoot onderwijs in Rovereto, in Verona en aan de universiteit van Padua. In 1755 vertrok hij naar Bologna, waar hij samen met Leopoldo Marc Aurelio Caldani onderzoek verrichtte en zo in contact kwam met de Zwitserse arts Albrecht von Haller, met wie hij een lange briefwisseling voerde.
Later trok hij naar Pisa en uiteindelijk naar Florence, waar hij in 1765 een begin maakte aan het experimenteren met dierlijke en plantaardige giffen, wat uiteindelijk de basis werd voor de moderne toxicologie.
In 1780 ontdekte hij watergas, een mengsel van koolstofmonoxide en waterstofgas, en het principe van de water-gas-shift-reactie: de anorganische reactie waarbij water en koolstofmonoxide reageren tot koolstofdioxide en waterstof.
Fontana hield zich ook bezig met de functie van het menselijk oog. De spatia anguli iridocornealis, de met endotheel beklede ruimten tussen de voorste oogkamer en het kanaal van Schlemm waardoor het kamervocht terugkeert richting bloedbaan, zijn naar hem vernoemd en heten dan ook wel de ruimten van Fontana.
Ook een specifieke dwarsstreping in zenuwvezels, die verdwijnen zodra deze vezels worden aangetrokken, zijn naar Fontana vernoemd en worden fontana-banden (striae Fontana) genoemd.